# Kodor
Kodor románul: Codor, falu Romániában, Erdélyben, Kolozs megyében.

## Fekvése
Déstől délnyugatra fekvő település.

## Története
Kodor Árpád-kori település. Nevét az oklevelek már 1292-ben említették Kodor néven.
Első birtokosai 1305-ből ismertek: Kodori Márton fia János és testvérei Mog, Domokos, Herczeg és Lőrincz és ennek fia Péter voltak.
1305-ben Kodor-i Márton fia János és testvérének: Lőrincnek fia Péter Kolozs vármegyében Rücs föld és Szentpéter föld között fekvő Komlós nevű örökölt földjüket rokonuknak Fekete Péternek adták.
1609-ben Mátisfalván: Katona Gerely és Mihály (régi lófők) Kekedi uram Kodori jobbágyaiként voltak említve. 
Kodor egykor tiszta magyarlakta község volt. Magyar lakossága 1602–1603 között és 1657–1660-ban, de főleg 1696-ban a török uralom alatt nagyon megapadt, később 1706-ban a labancok majd az egész községet elpusztitották. Az elpusztított lakosság helyére románok és velük együtt magyarok telepedtek itt le, de a magyarok nagy része beolvadt a románságba. A lakosság foglalkozása főleg földművelés és baromtenyésztés volt.
A trianoni békeszerződés előtt Szolnok-Doboka vármegye Dési járásához tartozott.
1910-ben 502 lakosából 23 magyar, 478 román volt. Ebből 470 görögkatolikus, 15 református, 17 izraelita volt.

## Források

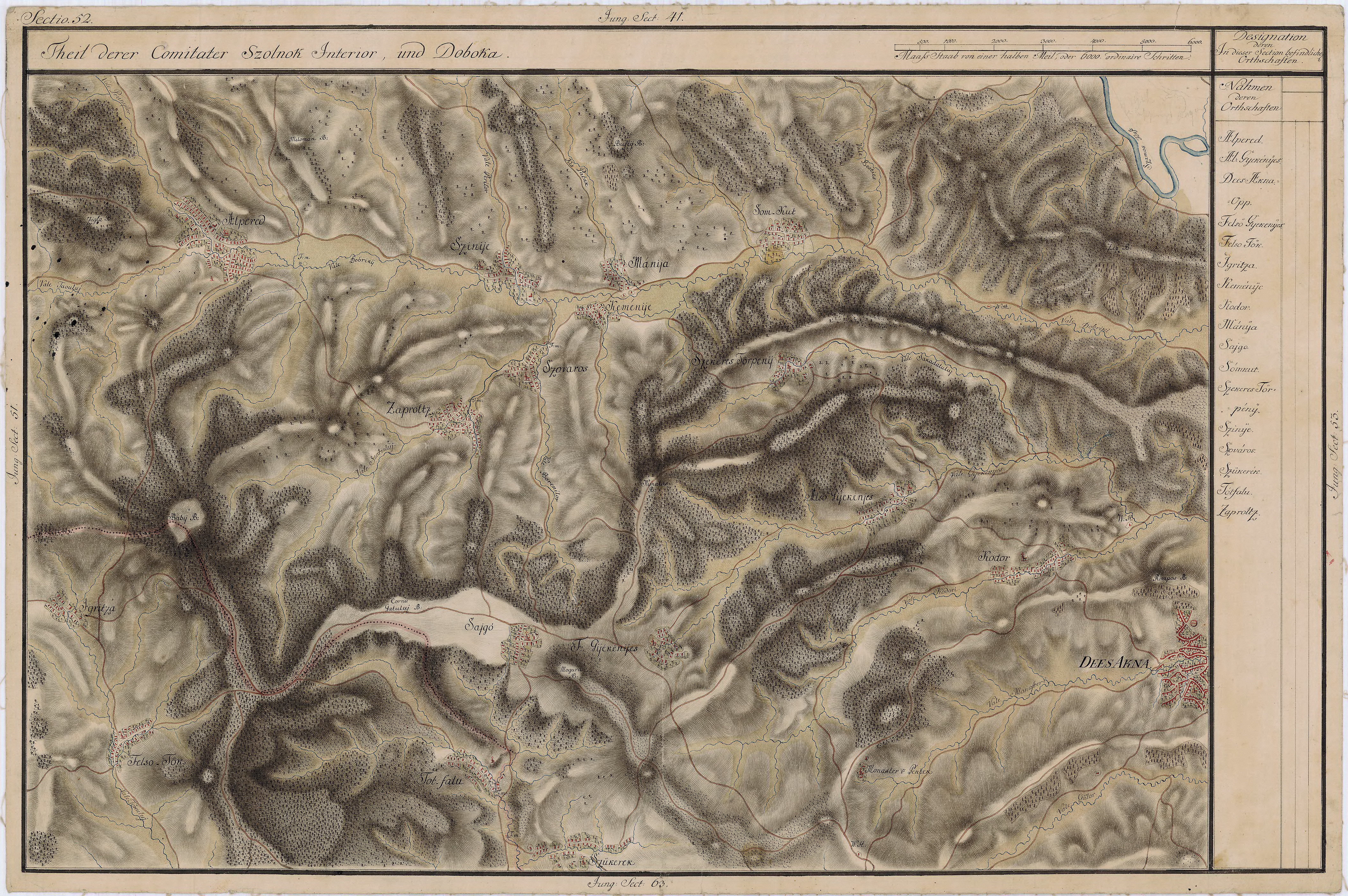
Kodor egy régi térképen